# Виктор Бриджес
Виктор Бриджес (на английски: Victor Bridges) е английски драматург, поет и плодовит писател на произведения в жанра криминален роман, научна фантастика и лирика.

## Биография и творчество
Виктор Бриджес, с рождено име Виктор Джордж де Фрейн, е роден на 14 март 1878 г. в Клифтън (сега предградие на Бристъл), Англия, в заможно ирландско семейство.
Учи в независимия частен колеж Хейлибъри край Хъртфорд. След дипломирането си работи като банков служител и като драматург в репертоарния театър, след което се посвещава на писателската си кариера.
През 1909 г. е издаден първият му разказ „The First Marathon“. След това започва да публикува редовно криминални и мистериозни истории и романи в областта на криминалния, приключенския и шпионски рамани. Действието на много от неговите истории се развива в Есекс и Източна Англия. Издава няколко пиеси и два тома поезия.
През 1920 г. се жени за Маргарет Линдзи Макей, която умира през 1957 г.
Виктор Бриджес умира на 29 ноември 1972 г.

## Произведения
частично представяне

### Самостоятелни романи и новели
- Another Man's Shoes (1913)
- The Man from Nowhere (1913)
Президентът престъпник, изд. „Библиотека за всички“ (1929), „Евразия-Абагар“ (1992), прев.
- Mr. Lyndon At Liberty (1915) – издаден и като „A Rogue By Compulsion“
- The Lady From Longacre (1918)
- Geen Sea Island (1922)
- The Red Lodge (1924)
- The Backsliders (1925) – с Едгар Джепсън
- The Girl in Black (1926)
- The King Comes Back (1930)
- The Secret of the Creek (1930)
- The Happy Murderers (1932)
- I Did Not Kill Osborne (1933) – издаден и като „Three Blind Mice“
- Peter In Peril (1935)
- Blue Silver (1936)
- It Happened In Essex (1938)
- The Seven Stars (1939)
- Dusky Night (1940)
- The House On the Saltings (1941)
- The Man Who Butted In (1942)
- The Gulls Fly Low (1943)
- It Never Rains (1944)
- Trouble On the Thames (1945)
- The Man Who Limped (1947)
- Accidents Will Happen (1948)
- Quite Like Old Days (1949)
- The Tenth Commandment (1951)
- We Don't Want to Lose You (1952)
- All Very Irregular (1953)
- The Man Who Vanished (1954)
- The Secret of the Saltings (1955)
- What The Doctor Ordered (1956)
- Exit Mr. Marlowe (1957)
- The Creaking Gate (1958)
- Secrecy Essential (1959)
- The Girl From Belfast (1961)

### Сборници
- Camping Out: For Boy Scouts and Others (1912)
- The Cruise Of The Scandal (1920) – издаден и като „Jetsam“

### Разкази
- The First Marathon (1909)
- The Six Beans (1915)

### Пиеси
- Another Pair of Spectacles: a Farce in One Act (1923)
- Deadman’s Pool: a Play in One Act (1929)
- The Green Monkey: a Comedy (1929)

### Поезия
- A Handful of Verses (1924)
- Edward Fitzgerald and Other Verses (1932)

### Екранизации
- 1916 Vogelvrij – сценарий
- 1916 The Phantom Buccaneer – по романа „Another Man's Shoes“
- 1921 The Lady from Longacre – по романа
- 1922 Another Man's Shoes
- 1923 Through Fire and Water – по романа „Greensea Island“
- 1925 Greater Than a Crown – по романа „The Lady from Longacre“